# Campeonato Pernambucano de Futebol de 2015
O Campeonato Pernambucano de Futebol de 2015 foi a 101ª edição do campeonato estadual de futebol de Pernambuco. A equipe do Santa Cruz sagrou-se campeã numa final inédita contra a equipe do Salgueiro. Essa foi a 2ª vez que uma equipe do interior chega à final. A 1ª vez foi em 1998, com o Porto de Caruaru disputando a final contra o Sport.

## Regulamento
Na primeira fase (Taça Eduardo Campos), que não contou com Santa Cruz, Sport, Salgueiro e Náutico, os oito clubes restantes jogaram entre si no sistema de pontos corridos com jogos de ida e volta. Os dois primeiros colocados se classificaram para a segunda fase da competição, na qual se juntaram às quatro equipes pré-classificadas. Os dois clubes que obtiveram os maiores número de pontos foram, respectivamente, campeão e vice, recebendo troféu e medalhas, sendo lhes assegurado o direito a disputa da Série D do Campeonato Brasileiro de 2015. Ao campeão, também está garantida a disputa da Copa do Brasil de 2016.
A segunda fase foi disputada por dois grupos: um hexagonal decisivo incluindo as duas primeiras equipes da primeira fase mais Santa Cruz, Sport, Salgueiro e Náutico e, um "grupo da morte" com as seis equipes que foram eliminadas na primeira fase, no qual os dois últimos colocados foram rebaixados para a Série A2 de 2016. Em ambos os grupos, as equipes jogaram entre si, também no sistema de ida e volta.
Na fase final, as quatro primeiras equipes do hexagonal da segunda fase disputaram um cruzamento eliminatório: 1º com o 4º e 2º com 3º, em confrontos de ida e volta. Os ganhadores das semi-finais se classificaram para a final, que também foi disputada em ida e volta, para decidir o grande campeão. O saldo de gols não foi usado como critério de desempate nos jogos finais (Se houvesse o caso de uma equipe vencer por 5x0 o primeiro jogo e perder o segundo por 2x0, a decisão iria para os pênaltis).

## Equipes Participantes
| Equipe                                     | Cidade                   | Em 2014 | Estádio (Mando)              | Capacidade | Títulos (Último)    | Part. |
| ------------------------------------------ | ------------------------ | ------- | ---------------------------- | ---------- | ------------------- | ----- |
| América Futebol Clube                      | Recife                   | 9º      | Aflitos                      | 19 800     | 6 (último em 1944)  | 81    |
| Clube Atlético Pernambucano                | Carpina                  | 2º (A2) | Paulo Petribu                | 3 500      | 0 (não possui)      | 1     |
| Central Sport Club                         | Caruaru                  | 5º      | Estádio Luiz José de Lacerda | 19 478     | 0 (não possui)      | 53    |
| Clube Náutico Capibaribe                   | Recife                   | 2º      | Arena Pernambuco             | 44 300     | 21 (último em 2004) | 100   |
| Pesqueira Futebol Clube                    | Pesqueira                | 7º      | Joaquim de Brito             | 3 000      | 0 (não possui)      | 3     |
| Clube Atlético do Porto                    | Caruaru                  | 6º      | Estádio Luiz José de Lacerda | 19 478     | 0 (não possui)      | 21    |
| Salgueiro Atlético Clube                   | Salgueiro                | 3º      | Cornélio de Barros           | 12 070     | 0 (não possui)      | 9     |
| Santa Cruz Futebol Clube                   | Recife                   | 4º      | Arruda                       | 60 044     | 27 (último em 2013) | 100   |
| Serra Talhada Futebol Clube                | Serra Talhada            | 8º      | Nildo Pereira                | 5 000      | 0 (não possui)      | 4     |
| Sport Club do Recife                       | Recife                   | 1º      | Ilha do Retiro               | 32 983     | 40 (último em 2014) | 98    |
| Vera Cruz Futebol Clube                    | Vitória de Santo Antão   | 1º (A2) | Carneirão                    | 10 000     | 0 (não possui)      | 4     |
| Sociedade Esportiva Ypiranga Futebol Clube | Santa Cruz do Capibaribe | 10º     | Limeirão                     | 5 000      | 0 (não possui)      | 15    |

## Classificação e resultados

### Taça Eduardo Campos
|  | v d e |

#### Desempenho por rodada
Clubes que lideraram o campeonato ao final de cada rodada:
| Rodadas | Rodadas | Rodadas | Rodadas | Rodadas | Rodadas | Rodadas | Rodadas | Rodadas | Rodadas | Rodadas | Rodadas | Rodadas | Rodadas |
| ------- | ------- | ------- | ------- | ------- | ------- | ------- | ------- | ------- | ------- | ------- | ------- | ------- | ------- |
| 1       | 2       | 3       | 4       | 5       | 6       | 7       | 8       | 9       | 10      | 11      | 12      | 13      | 14      |
| VCZ     | CEN     | CEN     | CEN     | CEN     | CEN     | CEN     | CEN     | CEN     | CEN     | CEN     | CEN     | CEN     | CEN     |

Clubes que ficaram na última posição do campeonato ao final de cada rodada:
| Rodadas | Rodadas | Rodadas | Rodadas | Rodadas | Rodadas | Rodadas | Rodadas | Rodadas | Rodadas | Rodadas | Rodadas | Rodadas | Rodadas |
| ------- | ------- | ------- | ------- | ------- | ------- | ------- | ------- | ------- | ------- | ------- | ------- | ------- | ------- |
| 1       | 2       | 3       | 4       | 5       | 6       | 7       | 8       | 9       | 10      | 11      | 12      | 13      | 14      |
| PES     | PES     | AME     | AME     | AME     | AME     | AME     | AME     | AME     | AME     | AME     | AME     | AME     | AME     |

### Hexagonal do Título
|  | v d e |

#### Desempenho por rodada
Clubes que lideraram o campeonato ao final de cada rodada:
| Rodadas | Rodadas | Rodadas | Rodadas | Rodadas | Rodadas | Rodadas | Rodadas | Rodadas | Rodadas |
| ------- | ------- | ------- | ------- | ------- | ------- | ------- | ------- | ------- | ------- |
| 1       | 2       | 3       | 4       | 5       | 6       | 7       | 8       | 9       | 10      |
| SPO     |         |         |         |         |         |         |         |         |         |

Clubes que ficaram na última posição do campeonato ao final de cada rodada:
| Rodadas | Rodadas | Rodadas | Rodadas | Rodadas | Rodadas | Rodadas | Rodadas | Rodadas | Rodadas |
| ------- | ------- | ------- | ------- | ------- | ------- | ------- | ------- | ------- | ------- |
| 1       | 2       | 3       | 4       | 5       | 6       | 7       | 8       | 9       | 10      |
| STC     | STC     | SAL     | STC     | SAL     | SAL     | NAU     | STL     | STL     | NAU     |

### Hexagonal da permanência (ou rebaixamento)
|  | v d e |

#### Desempenho por rodada
Clubes que ficaram na primeira posição do Torneio da Morte ao final de cada rodada:
| Rodadas | Rodadas | Rodadas | Rodadas | Rodadas | Rodadas | Rodadas | Rodadas | Rodadas | Rodadas |
| ------- | ------- | ------- | ------- | ------- | ------- | ------- | ------- | ------- | ------- |
| 1       | 2       | 3       | 4       | 5       | 6       | 7       | 8       | 9       | 10      |
| AME     | CAP     | PES     | PES     | POR     | POR     | POR     | POR     | POR     | POR     |

Clubes que ficaram na última posição do Torneio da Morte ao final de cada rodada:
| Rodadas | Rodadas | Rodadas | Rodadas | Rodadas | Rodadas | Rodadas | Rodadas | Rodadas | Rodadas |
| ------- | ------- | ------- | ------- | ------- | ------- | ------- | ------- | ------- | ------- |
| 1       | 2       | 3       | 4       | 5       | 6       | 7       | 8       | 9       | 10      |
| VER     | YPI     | YPI     | YPI     | YPI     | YPI     | YPI     | YPI     | YPI     | YPI     |

### Fase final
|  | Semifinais | Semifinais | Semifinais | Semifinais |   |  | Final     | Final | Final | Final |
|  |            |            |            |            |   |  |           |       |       |       |
|  | 1          | Sport      | 0          | 1          |   |  |           |       |       |       |
|  | 4          | Salgueiro  | 2          | 1          |   |  |           |       |       |       |
|  |            |            |            |            |   |  | Salgueiro | 0     | 0     |       |
|  |            |            | Santa Cruz | 0          | 1 |  |           |       |       |       |
|  | 2          | Central    | 0          | 0          |   |  |           |       |       |       |
|  | 3          | Santa Cruz | 4          | 2          |   |  |           |       |       |       |

|  | Disputa do 3° lugar |   |   |   |
|  |                     |   |   |   |
|  | Sport               | 5 | 0 | 5 |
|  | Central             | 0 | 0 | 0 |

## Campeão
| Campeonato Pernambucano 2015    |
| ------------------------------- |
| Santa Cruz Campeão (28º título) |

| Vice Campeão: | Terceiro Colocado: | Equipe mais: | Artilheiro:                         | Melhor goleiro:   |
| ------------- | ------------------ | ------------ | ----------------------------------- | ----------------- |
| Salgueiro     | Sport              | Santa Cruz   | Betinho (Santa Cruz), Elber (Sport) | Lúcio (Salgueiro) |

## Classificação final
A classificação geral leva em conta a colocação dos clubes em cada uma das fases, a partir da fase final, e não a pontuação total.
| Pos | Times                 | Pts | J  | V | E  | D  | GP | GC | SG  | Classificação                                                    |
| --- | --------------------- | --- | -- | - | -- | -- | -- | -- | --- | ---------------------------------------------------------------- |
| 1   | Santa Cruz            | 24  | 14 | 7 | 3  | 4  | 16 | 11 | +5  | Copa do Brasil de 2016, Copa do Nordeste de 2016 e finalistas    |
| 2   | Salgueiro             | 16  | 14 | 4 | 4  | 6  | 13 | 15 | –2  | Copa do Brasil de 2016, Copa do Nordeste de 2016 e finalistas    |
| 3   | Sport                 | 29  | 14 | 9 | 3  | 2  | 25 | 8  | +13 | Copa do Brasil de 2016, Copa do Nordeste de 2016 e semifinalista |
| 4   | Central               | 40  | 28 | 7 | 7  | 10 | 10 | 21 | –11 | Semifinalista                                                    |
| 5   | Serra Talhada         | 33  | 24 | 9 | 6  | 9  | 10 | 18 | –8  | Eliminados no hexagonal do título                                |
| 6   | Náutico               | 10  | 10 | 2 | 4  | 4  | 11 | 12 | –1  | Eliminados no hexagonal do título                                |
| 7   | Porto-PE              | 37  | 24 | 6 | 7  | 7  | 18 | 13 | +5  | Permanência assegurada para Série A1 2016                        |
| 8   | Pesqueira             | 34  | 24 | 8 | 7  | 8  | 12 | 9  | +3  | Permanência assegurada para Série A1 2016                        |
| 9   | Atlético Pernambucano | 30  | 24 | 7 | 8  | 8  | 15 | 14 | +1  | Permanência assegurada para Série A1 2016                        |
| 10  | América-PE            | 26  | 24 | 5 | 11 | 8  | 13 | 12 | +1  | Permanência assegurada para Série A1 2016                        |
| 11  | Vera Cruz             | 34  | 24 | 9 | 7  | 4  | 12 | 13 | –1  | Rebaixados à Série A2 de 2016                                    |
| 12  | Ypiranga-PE           | 20  | 24 | 4 | 8  | 12 | 10 | 19 | –9  | Rebaixados à Série A2 de 2016                                    |

## Artilharia
A FPF só considerou a artilharia para os times classificados para o Hexagonal, Semifinais e Final do Campeonato Pernambucano de Futebol.
| Gols | Jogador  | Time       |
| ---- | -------- | ---------- |
| 5    | Betinho  | Santa Cruz |
| 5    | Elber    | Sport      |
| 4    | Candinho | Central    |

## Seleção do Campeonato
Prêmios
- Craque: João Paulo (Santa Cruz)
- Artilheiro: Betinho (Santa Cruz) e Élber (Sport)
- Revelação: Raniel (Santa Cruz)
- Campeão do Interior: (Salgueiro)
- Musa do Campeonato: Jacqueline Milet (Sport)
- Técnico: Sérgio China (Salgueiro)
- Árbitro: Marcelo de Lima Henrique

Time
- Goleiro: Luciano (Salgueiro)
- Zagueiro: Durval (Sport)
- Zagueiro: Alemão (Santa Cruz)
- Lateral-Direito: Marcos Tamandaré (Salgueiro)
- Lateral-Esquerdo: Tiago Costa (Santa Cruz)
- Volante: João Ananias (Náutico)
- Volante: Rithely (Sport)
- Meio-campo: Diego Souza (Sport)
- Meio-campo: João Paulo (Santa Cruz)
- Atacante: Candinho (Central)
- Atacante: Betinho (Santa Cruz)